# Li Ke
Li Ke (en chino: 李科; Fushun, 1 de julio de 1969) es una deportista china que compitió en vela en la clase Mistral.
Ganó una medalla de plata en el Campeonato Mundial de Mistral de 1996. Participó en los Juegos Olímpicos de Atlanta 1996, ocupando el cuarto lugar en la clase Mistral.

## Palmarés internacional
| \| Campeonato Mundial \| Campeonato Mundial \| Campeonato Mundial \| Campeonato Mundial \| \| Año \| Lugar \| Medalla \| Clase \| \| ------------------ \| ------------------ \| ------------------ \| ------------------ \| \| 1994 \| Gimli (Canadá) \| Medalla de plata \| Mistral \| |                |                  |         |
| Campeonato Mundial |                |                  |         |
| Año | Lugar          | Medalla          | Clase   |
| 1994 | Gimli (Canadá) | Medalla de plata | Mistral |